# Dibortetrafluorid
Dibortetrafluorid ist eine anorganische chemische Verbindung des Bors aus der Gruppe der Fluoride.

## Gewinnung und Darstellung
Dibortetrafluorid kann durch Reaktion von Fluoridierung von Dibortetrachlorid mit Antimontrifluorid gewonnen werden.
{\displaystyle \mathrm {3\ B_{2}Cl_{4}+4\ SbF_{3}\longrightarrow 3\ B_{2}F_{4}+4\ SbCl_{3}} }
Es entsteht neben anderen Borfluoriden darüber hinaus beim Überleiten von Bortrifluorid über Bor bei 1900–2000 °С.
Es entsteht auch bei der gemeinsamen Kondensation von Bortrifluorid und Kupferatomen. Dazu wird metallisches Kupfer durch elektrische Heizung im Vakuum verdampft und der aus atomarem Kupfer bestehende Dampf zusammen mit Bortrifluorid bei −196 °C kondensiert.
{\displaystyle \mathrm {2\ BF_{3}+2\ Cu\longrightarrow B_{2}F_{4}+2\ CuF} }

## Eigenschaften
Dibortetrafluorid ist ein farbloses brennbares Gas, das mit Wasser reagiert. Es lagert analog Dibortetrachlorid Donatoren zu Addukten B2F6·2D an und zersetzt sich langsam (8 % pro Tag bei Raumtemperatur) in Bortrifluorid und einen braunen Festkörper der Zusammensetzung BF. Im festen Zustand hat Dibortetrafluorid ein planares Molekül mit jeweils etwa 120° Valenzwinkel. Einkristalle der Verbindung enthalten zwei Moleküle in einer monoklinen Elementarzelle mit der Raumgruppe P21/n (Raumgruppen-Nr. 14, Stellung 2) und Parametern von a = 549 pm, b = 653 pm, c = 483 pm und β = 102,5°.